# ホームワークス
ホームワークス（英: Homework's）は、株式会社ネクスコ東日本シティフードが展開するハンバーガー及びサンドイッチレストランである。本項では、関連する店舗のほか、2017年まで存在した同名の企業についても説明する。

## 概要
創業者である大木泰子が、東京都渋谷区広尾の広尾商店街に店舗を構えたのが発祥で、2025年現在も同所に広尾店として営業している。アメリカロサンゼルス郊外のブレンドウッドで生活していた大木が家族とともに日本へ帰国した後、大木の娘が「アメリカの本物のハンバーガーが食べたい」と望んだことをきっかけとして、1985年7月26日にホームワークスを立ち上げた。その後、東京都南部を中心に店舗が展開され、2025年現在、別ブランドの「the pantry」を含め3店舗が営業している。

## 特徴
開店の経緯もあり、「本格的な味だけでなく、お母さんが我が子に作るようなHomey（家庭的）、Hearty（心のこもった）、Healthy（健康的）を大切に」することをコンセプトとしており、脂身の少ない100％牛肉のパティやハム、ベーコン、野菜及びパンにもこだわりを見せている。こうした点から、ファーストフードのハンバーガーショップを一線を画した「レストラン」であると位置付けており、公式Webサイトでも「1985年創業の日本で最初のグルメハンバーガー＆サンドウィッチレストランです」と説明している。

### the pantry
ホームワークスのメニューを基調としつつ、モーニングメニューの実施や夜業態の営業など、店舗の立地に応じた別ブランドとして「the pantry（ザ・パントリー）」を展開している。

## 歴史
- 1985年：創業、広尾店がオープン
- 1988年：麻布十番店がオープン
- 2003年：the pantry 六本木ヒルズ店がオープン
- 2005年：the pantry 丸の内店がオープン
- 2012年：the pantry 六本木ヒルズ店が閉店
- 2013年：株式会社ホームワークスが、ネクセリア東日本株式会社の子会社となる
- 2015年：品川シーズンテラス店がオープン
- 2017年：株式会社ネクセリア・シティフードが株式会社ホームワークスを吸収合併する
- 2018年：品川シーズンテラス店が閉店

## 店舗
2025年現在、東京都内に3店舗がある。
- 広尾店：東京都渋谷区広尾五丁目1-20
- 麻布十番店：東京都港区麻布十番一丁目5-8
- the pantry 丸の内店：東京都千代田区丸の内三丁目3-1（新東京ビル1階）

## 株式会社ホームワークス
創業以来、創業者の大木を代表者に経営がなされてきたが、2013年にネクセリア東日本株式会社へ全株式が売却され、同社の子会社となった。2017年には、ネクセリア東日本の子会社（東日本高速道路株式会社の孫会社）である株式会社ネクセリア・シティフード（現在の株式会社ネクスコ東日本シティフード）に吸収合併され、企業としては消滅している。